# Florence von Sass
Florence Baker, "Lady Baker", nascuda el 6 d'agost de 1841 a Aiud, Transsilvània (aleshores Nagyenyed, Regne d'Hongria) i morta l'11 de març de 1916 a Newton Abbot (Devon, Regne Unit), va ser una exploradora britànica. Casada amb l'explorador britànic Samuel White Baker, l'acompanyà en tots els viatges i expedicions, també durant el descobriment del Llac Albert a Àfrica.

## Biografia

### Joventut
Nascuda l'any 1841 a Transsilvània, Florence Barbara Maria Szász (o, depenent dels autors, Florica Maria Sas, o Sass, o fins i tot von Sass o von Szasz) és reivindicada com a alemanya pels alemanys (el seu patronímic significa "alemany transilvà"), com a hongaresa pels hongaresos (Transsilvània estava aleshores vinculada a la corona hongaresa) i com a romanesa pels romanesos (Aiud era llavors la capital dels romanesos transilvans i el seu nom sembla romanès), però ella mateixa evitava d'abordar l'assumpte.
Quedà òrfena a l'edat de set anys en el moment dels disturbis de la revolució romanesa de 1848. Samuel Baker, un viatger i aventurer britànic vidu de trenta-set anys, l'observà mentre era venuda l'any 1859 al mercat dels esclaus de Vidin, a Bulgària, que llavors era part de l'Imperi otomà. Quan ja havia estat comprada pel pacha local, la feu escapar subornant els guàrdies. Des de llavors, la parella no se separà. Samuel Baker va anar a Valachie i des de Bucarest es va unir a la companyia britànica "Danube and Black Sea Railway", que construïa a Dobrudja el ferrocarril Čierna Voda-Constanţa. A Constanţa, el cònsol britànic li lliurà un passaport a nom de Florence Barbara Maria Finnian, després la parella arribà a Anglaterra per mar. Als 18 anys, Florence parlava romanès, magyar, alemany i turc. Aviat aprendria l'anglès, l'àrab egipci i el suahili.

### Les expedicions

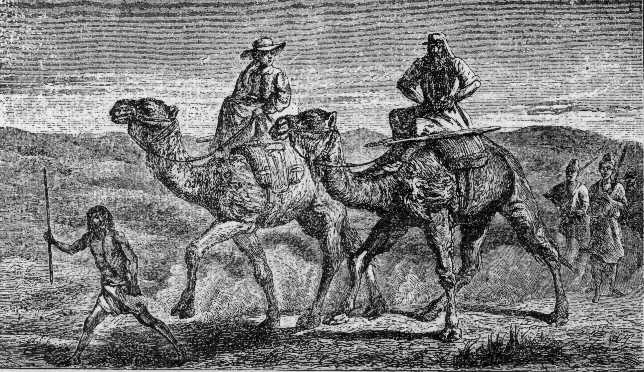
A Àfrica

L'any 1861 participà en l'expedició organitzada per Samuel Baker a la recerca de les fonts del Nil. Junts descobriren el Llac Albert i reconeixerien aquesta regió de l'Àfrica. L'expedició tingué una ressonància important i Samuel Baker fou ennoblit, esdevenint Sir.
L'any 1865, a Anglaterra, Florence i Sam es casaven: esdevingué Lady.
L'any 1869 un nou repte els esperava. A la demanda del khediv d'Egipte, Sir Samuel dirigí una expedició militar a les regions equatorials del Nil, amb l'objectiu de suprimir el comerç d'esclaus i obrir una ruta comercial. Florence Baker l'hi acompanyà. Va rebre el títol de pacha i el grau de general de divisió de l'exèrcit otomà abans de marxar del Caire amb una força de 1.700 egipcis. El khediv el nomenà governador general del nou territori d'Equatoria i ho continuaria sent fins que no fou substituït pel coronel Charles Gordon. Durant aquest període va trobar moltes dificultats: bloqueig del riu, hostilitat per part dels interessos esclavistes, oposició armada dels àrabs-musulmans, localment dominants; però posà les bases sobre les quals altres construirien en el futur una administració.

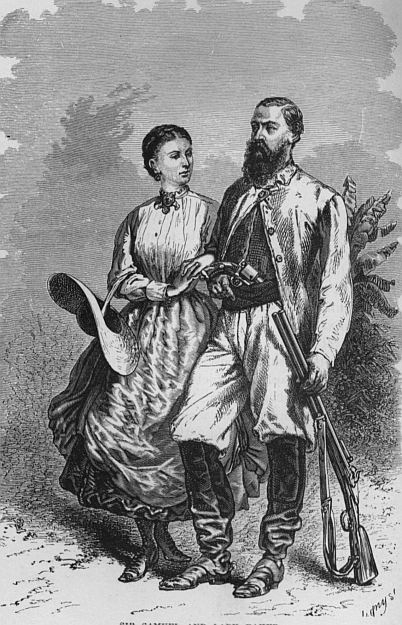
Florence i Samuel Baker

Durant les expedicions, Florence Baker s'ocupava de la logística, i la seva diplomàcia, els seus coneixements en higiene davant de les afeccions tropicals, el seu coneixement de les mentalitats no-europees i el respecte sincer per la gent, indiferent a tota consideració de raça, religió o país, van ser un suport constant i imprescindible. Ella mateixa construeix aquells fortins que delimiten els territoris conquerits, mentre cura, sembra llavors, aconsella...»
La força de les conviccions abolicionistes que els unia subjeia en tots els seus viatges, en una regió on grups de traficants fortament armats de fins a dos mil homes massacraven poblacions i destruïen les cases, abans d'apoderar-se dels supervivents i dels ramats. "Per tot arreu on perseguim els comerciants d'esclaus, no hi ha més que desolació, tot el país està destruït, tots els pobles són cremats».
El 29 d'octubre de 1869, des del Caire, Florence Baker escrivia a Edith, la gran de les quatre filles que s'havien quedat a Anglaterra i que Baker havia tingut en un primer matrimoni, en aquests termes: «Sembla que el tràfic d'esclaus és pitjor que mai cap al Nil Blanc, però aviat hi posarem fi. Se'ns diu que els traficants temen ja la nostra arribada. Ens farem molts enemics, però, sempre que mantinguem la salut, no temo res.»

### Final de la vida
Samuel i Florence Baker tornaren a Anglaterra l'any 1874 i compraren el domini de Sandford Orleight al comtat de Devon, que esdevingué la seva residència definitiva. La parella tingué dificultats a ésser acceptada per la societat victoriana, que retreia a Lady Baker el seu passat poc convencional i la legitimitat de la seva naturalització com a britànica, i del seu casament. Tanmateix, la parella acabà per ésser convidada per l'alta societat i apreciats pel Príncep i la Princesa de Gal·les, mentre que la Reina Victoria no els rebria mai, rebutjant «de donar suport a una parella que ha esperat de tornar a Anglaterra per casar-se.» A diferència dels governants francesos, perquè "el 1869, l'emperadriu Eugènia, reunida a Egipte durant la inauguració del canal de Suez, va oferir a Florence Baker un preuat medalló com a mostra d'admiració».